# Städtische Gesamtschule Holsterhausen

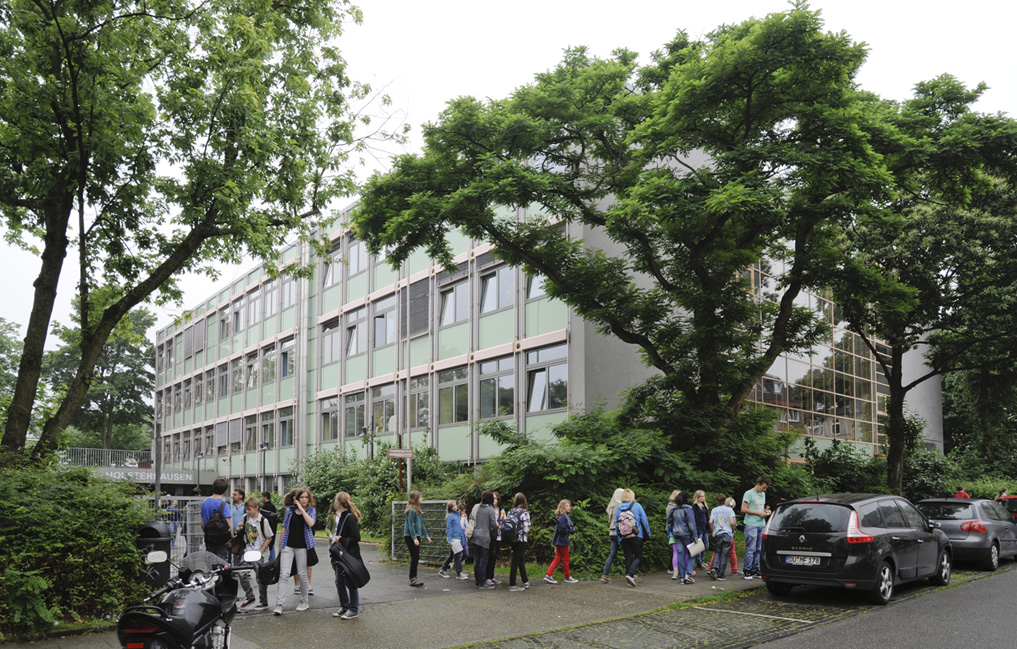
Außenansicht der Schule

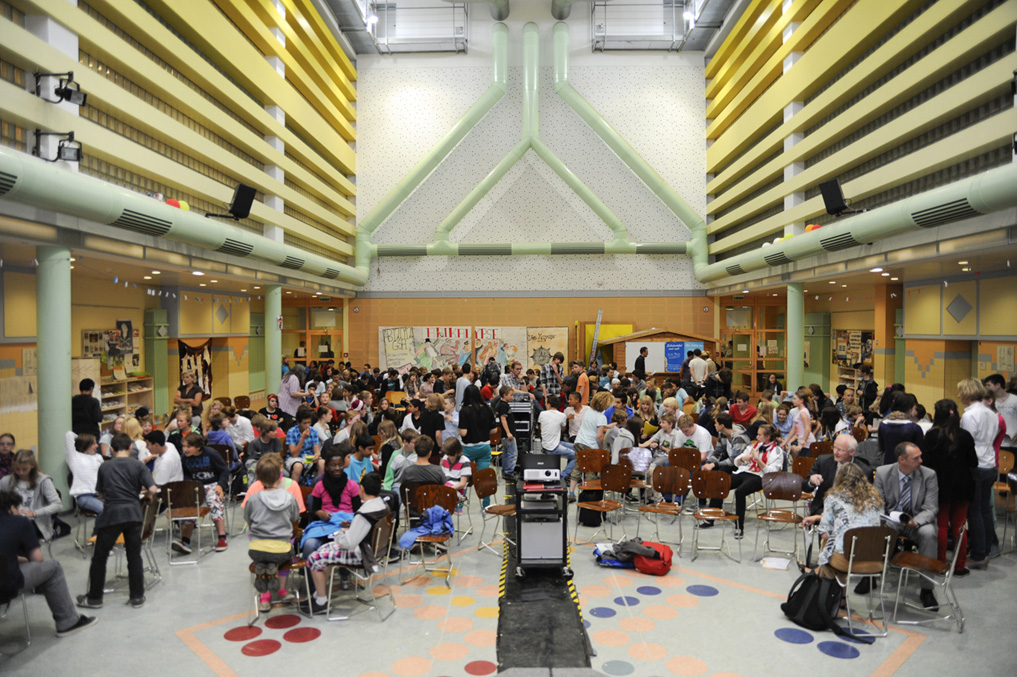
Innenansicht der Schule

Die Städtische Gesamtschule Holsterhausen ist eine Gesamtschule im Stadtgebiet von Essen-Holsterhausen.

## Geschichte
Die Städtische Gesamtschule Holsterhausen wurde im Jahr 1997 gegründet. Bereits zu Beginn wurden die schulischen Schwerpunkte an den Grundsätzen der Agenda 21 ausgerichtet.

## Schwerpunkte und Grundsätze

### AGENDA-Schule
Die Städtische Gesamtschule Holsterhausen versteht, der Eigendarstellung nach, Schule als einen Lebens- und Erfahrungsraum in der Verantwortungsgemeinschaft der Schüler, deren Eltern, den Lehrern und den Partnern der Schule. Die Schule sieht sich den Herausforderungen der Agenda 21 in besonderer Weise verpflichtet.

### Prinzipien des Lernens, Lehrens und Zusammenlebens
Abgeleitet aus den Grundsätzen der Agenda 21 lautet ein zentrales Motto der Schule: „TATEN statt WARTEN“, so sollen alle Schüler gemeinsam mit den Lehrkräften und ihren Eltern lernen, das eigene Handeln in Eigenverantwortung zu gestalten und einen eigenen Beitrag in Bezug auf die Schulgrundsätze zu leisten. In diesem Zusammenhang wird den Schülern u. a. eine „Mutkarte“ bei der Einschulungsfeier überreicht, die sie daran erinnern soll, dass ihnen Unterstützung zuteilwird, wenn sie ihr verantwortungsbewusstes Handeln auch öffentlich vertreten.

### Teamschule
Die Städtische Gesamtschule Holsterhausen arbeitet nach einem Teammodell, so dass die in einem Jahrgang unterrichtenden Lehrkräfte jeweils ein Team bilden. Dieses Team bildet als pädagogische Einheit das Zentrum der Bildungs- und Erziehungsarbeit in Bezug auf die Schüler. Jede Klasse wird so in der Regel von 2 Klassenlehrern betreut. Die Klassenlehrer kümmern sich neben dem Fachunterricht um die Organisation von Klassenratsstunden, die SV-Arbeit und die Etablierung von Projekten. Das Teammodell wurde implementiert, um eine Organisationsform zu besitzen, die zum einen die Lehrkräfte aktiv an Entscheidungsprozessen beteiligt und es zudem ermöglicht, verstärkt schülerorientierten und fächerübergreifenden Projekte umzusetzen.

### Demokratie leben und lernen
Um den Schülern ein partizipatives Forum zu gewähren, öffentlich argumentieren und präsentieren zu lernen, werden klassenübergreifende, werden wöchentlich auf Jahrgangsebene Versammlung abgehalten, bei denen aktuelle Themen und Probleme besprochen werden und die Schüler partizipativ an der Zielfindung mitarbeiten. Ausgesprochenes Ziel ist die Stärkung einer demokratischen Kultur, die Identifikation mit der Schule und die Stärkung der Eigentätigkeit. Weitere Bestandteile im Konzept „Demokratie leben und lernen“ sind der wöchentlich stattfindende Klassenrat sowie die regelmäßige Teilnahme an dem Bundeswettbewerb Jugend debattiert.

### Gemeinsamer Unterricht
Seit der Gründung der Schule gibt es den „Gemeinsamen Unterricht“ an der Gesamtschule Holsterhausen. Dieser integriert Schüler mit besonderem Förderbedarf. Pro Jahrgang gibt es eine Integrationsklasse. In jeder Integrationsklasse befinden sich 22 Schüler, davon fünf bis sechs mit besonderem Förderbedarf. Besondere Förderschwerpunkte an der Städtischen Gesamtschule Holsterhausen sind geistige Behinderungen, Seh- und Hörschädigungen, Körperbehinderungen, Lernbehinderungen, Verhaltensauffälligkeiten, Sprachbehinderungen und Mehrfachbehinderungen. Die Lehrmethoden orientieren sich dabei an dem Konzept des binnendifferenzierenden Arbeitens in Form der Freiarbeit nach Maria Montessori.

### Musikförderung
An der Städtischen Gesamtschule Holsterhausen wird jeweils eine Klasse im 5., 6. und 7. Jahrgang in
Kooperation mit der Folkwang-Musikschule als Musikklasse geführt. Die Musikklasse hat neben den zwei regulären Musikstunden zwei zusätzliche Stunden Musikunterricht. In diesen Stunden lernen die Kinder ein Instrument und das Zusammenspiel in einem Klassenorchester. Der Kooperationsunterricht findet in einer Doppelstunde statt. In der ersten Stunde bekommen die Kinder Instrumentalunterricht in Kleingruppen unter Betreuung eines Instrumentalpädagogen von der Folkwang-Musikschule. In der anschließenden Stunde finden sich alle Gruppen zu einer Orchesterstunde unter Leitung des Musiklehrers zusammen. Schüler und Schülerinnen, welche die Musikklasse durchlaufen haben oder musikalisches Talent aufweisen, können ab dem 8. Jahrgang in der Big Band Teilnehmen. Schüler bekommen dort eine besondere Förderungen im Bereich des Zusammenspieles, begleitet von praktischen Auftritten vor Publikum. gab es bereits Kooperationen beispielsweise mit dem Saalbau Essen.

### Lob- und Anerkennungskultur
Im Schulkonzept ist eine Kultur des Lobes und der Anerkennung verankert. Orte und Zeiten des Öffentlichen Lobes an der Städtischen Gesamtschule Holsterhausen sind die monatlichen Versammlungen der Jahrgangsstufen, der Tag der Zeugnisausgabe und das sogenannte „Verantwortungsfest“. Die Schule ehrt bosendes Ehren würdiges Agreement einzelstehender Schüler mit einer offiziellen schriftlichen Beurkunde am Tag der Zeugnisausgabe. Verantwortungsfest ist das Abschlussfest vom „Projekt Verantwortung“, bei dem die Schüler der 8. Jahrgangsstufe sich über ein Jahr lang ehrenamtlich engagiert haben.

### Verantwortung übernehmen
In diesem schulprogrammatischen Schwerpunkt arbeitet die Schule mit dem AGENDA Forum der Stadt Essen zusammen, durch das u. a. auch das „Projekt Verantwortung“ als lokales Agendaprojekt zertifiziert wurde. Das „Projekt Verantwortung“ richtet sich an Schüler der 8. Jahrgangsstufe. Es ist fest in den Lehrplan implementiert und verpflichtet die Schüler, über ein Schuljahr hinweg, eine verantwortungsvolle Aufgabe innerhalb der Schule oder des außerschulischen Gemeinwesens zu übernehmen. Bildungsziel ist die Stärkung von bürgerschaftlichem Engagement.

### Menschen mit Botschaften
Um den Schülern Engagement und Eigenverantwortung nahezubringen, lädt die Schule regelmäßig Gäste zu Vorträgen ein, die über ihr Engagement oder ihre persönliche Geschichte berichten. Folgende Persönlichkeiten waren als sogenannte „Menschen mit Botschaften“ an der Städtischen Gesamtschule Holsterhausen zu Gast (Auswahl):
- Denis Goldberg, südafrikanischer Bürgerrechtler und Weggefährte von Nelson Mandela
- Otto Herz, deutscher Reformpädagoge, Psychologe und Autor
- Diether Posser, u. a. Justizminister des Landes NRW a. D., Mitbegründer der Vereinigung „Gegen Vergessen – Für Demokratie“
- Morton Rhue, Autor des Buches „Die Welle“
- Jochen Dieckmann, Justizminister des Landes NRW a. D.
- Olaf Rieck, Extrembergsteiger
- Britta Altenkamp, Landtagsabgeordnete und Vorsitzende des Ausschusses für Migrationsfragen
- Gunter Demnig, Künstler, Stolpersteine – die Spur der Steine wider das Vergessen
- Lutz van Dijk, deutscher Autor und Pädagoge niederländischer Abstammung
- Klaus Werner-Lobo, Journalist, u. a. Autor des Buches „Schwarzbuch Markenfirmen – Die Machenschaften der Weltkonzerne“
- Hussain al-Mozany, irakischer Exilschriftsteller
- Sally Perel, Überlebender des Nationalsozialismus

### Klimakonferenz
Die Schule veranstaltet seit 2009 jährlich eine Klimakonferenz. Diese Veranstaltung ist an die weltweite UN-Klimakonferenz angelehnt. So soll den Schülern der Schule Umweltbewusstsein vermittelt werden. Externe und interne Referenten informieren in Workshops über Methodiken zum Umweltschutz. Diese Methoden sollen mit den nicht teilnehmenden Schülern geteilt werden und ein umweltbewusstes Verhalten in das Schulleben integrieren.

## Projekte und Auszeichnungen
Die Städtische Gesamtschule Holsterhausen hat im Laufe ihres Bestehens viele Projekte realisiert, die auch mit Auszeichnungen bedacht wurden. Folgende Auszeichnungen hat die Schule bislang erhalten (Auswahl):
- Projekt: „Schüler kreativ gegen Müll“, Entsorgungsbetriebe der Stadt Essen, 1998, 1. Preis
- Projekt: „Öko-Check im Schulalltag“, Sparda Bank West, 1999, 1. Preis
- Projekt: „Ökologische Verantwortung übernehmen im Gemeinwesen“, Stiftsquelle, 1999, 1. Preis
- Projekt: „Schule der Zukunft – fit für's 21. Jahrhundert“, Ruhrgas AG, 2000, 1. Preis
- Projekt: „Zukunftsbrücke – Neue Wege ins Erwerbsleben“, Ministerium für Arbeit und Soziales, Qualifikation und Technologie, 2001, 1. Preis
- Projekt: „Zwangsarbeit in Essen“, Historischer Verein für Stadt und Stift Essen und Stadtarchiv Essen, 2002, Zwei erste Preise und ein zweiter Preis
- Verleihung des „Goldenen Hammers“ für besonderes Engagement für Toleranz und Zivilcourage 2002, Auszeichnung des Landes Nordrhein-Westfalen
- Robert-Jungk-Preis 2003 für zivilgesellschaftliches Engagement von Jugendlichen
- Projekt: Arbeiten und Wohnen, Stadt Essen, 2003, 1. Preis
- Verleihung des Buddy Power Awards 2004 der Vodafone Stiftung: Landessieger NRW und Bundessieger in der Kategorie: „Einmischen statt aufmischen – soziales Engagement macht Schule“
- WDR Kinderrechte Preis 2004, Sonderpreis für vorbildliches umfassendes Schulkonzept
- Projekt: „Goldene Göre“, 2004, Wettbewerb Deutsches Kinderhilfswerk für besonders nachhaltige Projekte der Partizipation mit Kindern, 1. Preis
- Projekt: „Schule macht Zukunft – Auf ins Global Village“, Focus-Schülerwettbewerb, 2007, 1. Preis
- Projekt: „NRW denkt nachhaltig – ökologisch, ökonomisch, sozial“, Grimme-Institut, 2010, 1. Preis
- Projekt: „Schule macht Zukunft – Alle Kraft voraus“, Focus-Schülerwettbewerb, 2011, 1. Preis
- Auszeichnung als „EnergieSchule.NRW“, 2012
- Auszeichnung zur MINT-SCHULE NRW durch das NRW Schulministerin, 2013[9]
- Verleihung des BundesUmweltWettbewerb: „Vom Wissen zum nachhaltigen Handeln“,  (September 2014)
- Auszeichnung als „Schule der Zukunft – Bildung für Nachhaltigkeit“, Natur- und Umweltschutz-Akademie Nordrhein-Westfalen, (2012 bis 2015)[10]

## Prominente Besucher
Die Schule wurde von Prominenten wie Gerhard Schröder (Altbundeskanzler), Jürgen Trittin (Bundesumweltminister a. D.), Heidemarie Wieczorek-Zeul (Bundesministerin für wirtschaftliche Zusammenarbeit und Entwicklung a. D.), Paul Spiegel (ehemaliger Präsident des Zentralrates der Juden in Deutschland), Julian Nida-Rümelin (Kulturstaatsminister), Hans Martin Bury (Staatsminister) und Johannes Remmel (Umwelt-Minister des Landes Nordrhein-Westfalen) besucht.

## Kooperationspartner
- Universität Duisburg-Essen
- Folkwang-Musikschule
- Emschergenossenschaft
- Freudenbergstiftung
- Stiftung Mercator